# 佐藤森三
佐藤 森三 （さとう もりぞう、1908年（明治41年）11月29日 - 1974年（昭和49年）4月30日）は、山梨県の郷土史家、民俗学者。本名は佐藤 森蔵。筆名に榊詮吉、青山三九郎。長野県出身。

## 略歴
長野県南佐久郡穂積村（現在の佐久穂町）に生まれる。1924年（大正13年）3月に長野県野沢中学校（現在の長野県野沢北高等学校）を中退。国民新聞社に入社後、1928年（昭和3年）7月に山梨日日新聞社に転じ社会部記者となる。1936年（昭和11年）8月に山梨日日新聞社と野口二郎が理事長を務める野外活動団体である甲府ワンドラー共催の甲州夏草道中に参画。1938年（昭和13年）12月、1940年（昭和15年）4月および1941年（昭和16年）8月の三度にわたり、山梨日日新聞社社会部長として満州に派遣される。1942年（昭和17年）4月に山梨日日新聞社編集局次長となる。同年5月には陸軍報道班員として南方に従軍しスマトラにおいてスマトラ新聞、マライ新聞等に関与。復員後、しばらくは長野県に滞在、1947年（昭和22年）に山梨日日新聞社に復籍し論説委員。1949年（昭和24年）に又新社（現在のサンニチ印刷）に入り、その後、同社の取締役編集局長となった。
1948年（昭和23年）7月1日から発刊された山梨郷土研究会の機関誌「郷土研究」、1955年（昭和30年）10月1日に創刊された山梨民俗の会の機関誌「民俗手帖」の編集に携わっている。1956年（昭和31年）6月に山梨県文化財調査員、7月に西山村総合学術調査団事務局長となり、1957年（昭和32年）11月1日に山梨県民会館で山田の神楽獅子、河口の稚児舞など8種目の郷土芸能が公演された第1回山梨県郷土芸能総合公演を企画している。1963年（昭和38年）2月には山梨郷土研究会理事長に、1967年（昭和42年）7月には甲府城総合調査団団長を務め、1970年（昭和45年）11月に山梨県政功績者、1971年（昭和46年）11月に山梨県文化功労者として表彰されている。

## 著作
- 『山梨の百年』共著 NHKサービスセンター甲府支所　昭和43年（1968年）刊
- 『栗原信近の生涯』栗原信近翁胸像建設委員会　昭和45年（1970年）刊
- 『甲州郷土と人』佼成出版社　昭和45年（1970年）刊